# Mironeasa
Mironeasa é uma comuna romena localizada no distrito de Iaşi, na região de Moldávia. A comuna possui uma área de 46.67 km² e sua população era de 4727 habitantes segundo o censo de 2007.